# ISO 3166-2:DE
Kody ISO 3166-2 dla krajów związkowych Niemiec:
| kraj związkowy                | kod   |
| ----------------------------- | ----- |
| Badenia-Wirtembergia          | DE-BW |
| Bawaria                       | DE-BY |
| Berlin                        | DE-BE |
| Brandenburgia                 | DE-BB |
| Brema                         | DE-HB |
| Hamburg                       | DE-HH |
| Hesja                         | DE-HE |
| Meklemburgia-Pomorze Przednie | DE-MV |
| Dolna Saksonia                | DE-NI |
| Nadrenia Północna-Westfalia   | DE-NW |
| Nadrenia-Palatynat            | DE-RP |
| Saara                         | DE-SL |
| Saksonia                      | DE-SN |
| Saksonia-Anhalt               | DE-ST |
| Szlezwik-Holsztyn             | DE-SH |
| Turyngia                      | DE-TH |